# Los 40 Classic
Los 40 Classic (estilitzat com LOS40 Classic) es una radiofórmula espanyola musical centrada en els èxits nacionals i internacionals des dels anys 80. Es propietat de PRISA Radio i emet des del finals de 2018, substituint a M80 Radio.
Va ser presentada en societat el 2 de novembre de 2018 a la gala de LOS40 Music Awards i va començar les emissions el 21 de novembre de 2018 a las 18:40 hores a les freqüències de M80 Radio i algunes de Máxima FM.
El 2 de gener del 2025 va deixar d'emetre a Girona.

## Programes
| Programa                | Presentador                    |
| ----------------------- | ------------------------------ |
| Morning Box             | Javier Penedo i Andrea Sánchez |
| Fórmula LOS40 Classic   | Fernandisco                    |
| Fórmula LOS40 Classic   | Bruno Sokolowicz               |
| Fórmula LOS40 Classic   | Jorge Sánchez                  |
| Fórmula LOS40 Classic   | Guillem Caballé                |
| Fórmula LOS40 Classic   | Mónica Ordóñez                 |
| Fórmula LOS40 Classic   | Juan Pablo Jiménez             |
| Fórmula LOS40 Classic   | Raquel Cantos                  |
| Fórmula LOS40 Classic   | Edu Naranjo                    |
| Fórmula LOS40 Classic   | Conxa Tauste                   |
| LOS40 Classic Catalunya | Arnau Gascón / Josep Bartomeus |

## Graella de programació
LOS40 Classic
| Hora        | Dilluns                 | Dimarts                 | Dimecres                | Dijous                  | Divendres               | Dissabte                | Diumenge                |
| ----------- | ----------------------- | ----------------------- | ----------------------- | ----------------------- | ----------------------- | ----------------------- | ----------------------- |
| 00:00 07:00 | Fórmula LOS40 Classic   | Fórmula LOS40 Classic   | Fórmula LOS40 Classic   | Fórmula LOS40 Classic   | Fórmula LOS40 Classic   | Fórmula LOS40 Classic   | Fórmula LOS40 Classic   |
| 07:00 08:00 | Morning Box             | Morning Box             | Morning Box             | Morning Box             | Morning Box             | Morning Box             | Morning Box             |
| 08:00 09:00 | Morning Box             | Morning Box             | Morning Box             | Morning Box             | Morning Box             | Morning Box             | Morning Box             |
| 09:00 10.00 | Morning Box             | Morning Box             | Morning Box             | Morning Box             | Morning Box             | Morning Box             | Morning Box             |
| 10:00 11.00 | Morning Box             | Morning Box             | Morning Box             | Morning Box             | Morning Box             | Morning Box             | Morning Box             |
| 11:00 12:00 | LOS40 Classic Catalunya | LOS40 Classic Catalunya | LOS40 Classic Catalunya | LOS40 Classic Catalunya | LOS40 Classic Catalunya | LOS40 Classic Catalunya | LOS40 Classic Catalunya |
| 12:00 13:00 | LOS40 Classic Catalunya | LOS40 Classic Catalunya | LOS40 Classic Catalunya | LOS40 Classic Catalunya | LOS40 Classic Catalunya | LOS40 Classic Catalunya | LOS40 Classic Catalunya |
| 13:00 14:00 | LOS40 Classic Catalunya | LOS40 Classic Catalunya | LOS40 Classic Catalunya | LOS40 Classic Catalunya | LOS40 Classic Catalunya | LOS40 Classic Catalunya | LOS40 Classic Catalunya |
| 14:00 15:00 | LOS40 Classic Catalunya | LOS40 Classic Catalunya | LOS40 Classic Catalunya | LOS40 Classic Catalunya | LOS40 Classic Catalunya | LOS40 Classic Catalunya | LOS40 Classic Catalunya |
| 15:00 16:00 | LOS40 Classic Fórmula   | LOS40 Classic Fórmula   | LOS40 Classic Fórmula   | LOS40 Classic Fórmula   | LOS40 Classic Fórmula   | LOS40 Classic Catalunya | LOS40 Classic Catalunya |
| 16:00 17:00 | LOS40 Classic Fórmula   | LOS40 Classic Fórmula   | LOS40 Classic Fórmula   | LOS40 Classic Fórmula   | LOS40 Classic Fórmula   | LOS40 Classic Fórmula   | LOS40 Classic Fórmula   |
| 17:00 18:00 | LOS40 Classic Fórmula   | LOS40 Classic Fórmula   | LOS40 Classic Fórmula   | LOS40 Classic Fórmula   | LOS40 Classic Fórmula   | LOS40 Classic Fórmula   | LOS40 Classic Fórmula   |
| 18:00 19:00 | LOS40 Classic Fórmula   | LOS40 Classic Fórmula   | LOS40 Classic Fórmula   | LOS40 Classic Fórmula   | LOS40 Classic Fórmula   | LOS40 Classic Fórmula   | LOS40 Classic Fórmula   |
| 19:00 20:00 | LOS40 Classic Fórmula   | LOS40 Classic Fórmula   | LOS40 Classic Fórmula   | LOS40 Classic Fórmula   | LOS40 Classic Fórmula   | LOS40 Classic Fórmula   | LOS40 Classic Fórmula   |
| 20:00 21:00 | LOS40 Classic Fórmula   | LOS40 Classic Fórmula   | LOS40 Classic Fórmula   | LOS40 Classic Fórmula   | LOS40 Classic Fórmula   | LOS40 Classic Fórmula   | LOS40 Classic Fórmula   |
| 21:00 22:00 | Fórmula LOS40 Classic   | Fórmula LOS40 Classic   | Fórmula LOS40 Classic   | Fórmula LOS40 Classic   | Fórmula LOS40 Classic   | Fórmula LOS40 Classic   | Fórmula LOS40 Classic   |
| 22:00 23:00 | Fórmula LOS40 Classic   | Fórmula LOS40 Classic   | Fórmula LOS40 Classic   | Fórmula LOS40 Classic   | Fórmula LOS40 Classic   | Fórmula LOS40 Classic   | Fórmula LOS40 Classic   |
| 23:00 00:00 | Fórmula LOS40 Classic   | Fórmula LOS40 Classic   | Fórmula LOS40 Classic   | Fórmula LOS40 Classic   | Fórmula LOS40 Classic   | Fórmula LOS40 Classic   | Fórmula LOS40 Classic   |

## Freqüències a Catalunya i Andorra

### FM

#### Andorra
- Andorra la Vella: 92.6 FM

#### Catalunya
- Barcelona: 90.5 FM
- Lleida: 100.3 FM
- Palamós 101.9 FM (novembre 2025)
- Salou: 96.1 FM

### DAB
- Barcelona: 11B 218.64 MHz